# جوائز الإعلام البيئي
جوائز الإعلام البيئي تُمنح من قبل جمعية الإعلام البيئي منذ عام 1991 لأفضل حلقة تلفزيونية أو فيلم يتضمن رسالة بيئية.
جمعية الإعلام البيئي (EMA) هي منظمة غير ربحية أُنشأت في عام 1989 مع الاعتقاد المعلن "أنه من خلال التلفزيون والأفلام والموسيقى، يتمتع المجتمع الترفيهي بالقدرة على التأثير على الوعي البيئي لملايين الأشخاص."

## لحظات بارزة
أقيمت جوائز EMA الأولى في عام 1991 حيث استضافت ديان سوير وكان روبرت ريدفورد المتحدث الرئيسي. وأقيمت جوائز EMA السنوية السابعة والعشرون في عام 2017 واستضافها جادن سميث في باركر هانجر، مطار سانتا مونيكا. أقيمت جوائز EMA السنوية التاسعة والعشرون في عام 2019، باستضافة كاروتشي ترين ، وحصلت جزيرة الكلاب للمخرج ويس أندرسون على جائزة أفضل فيلم روائي طويل.
استجابةً لجائحة فيروس كورونا ، أقيم حفل توزيع جوائز جمعية الإعلام البيئي الثلاثين في عام 2020 افتراضياً "تقريبًا" عبر حدث بث على الهواء مباشرة.
شهد عام 2021 عودة الحدث إلى سابق عهده، بعد أن تسبب وباء العام السابق في حدث افتراضي، واستضافة جيف جولد بلوم. في ذلك الحفل، تلقى إد بيجلي جونيور جائزة الإنجاز مدى الحياة، كجزء من تقديره لنشاطه البيئي.

## أنظر أيضا
- الصحافة البيئية
- حماية البيئة في السينما والتلفزيون
- قائمة الشرف العالمية 500
- جائزة المواطن البيئي العالمي
- جائزة جولدمان البيئية
- جائزة جرانثام للتميز في الإبلاغ عن البيئة
- أبطال البيئة
- جائزة الفيلم الوطني لأفضل فيلم بيئي / ترشيد / حفظ
- جائزة تايلر للإنجاز البيئي
- قائمة الجوائز البيئية